# Ле Ван Хоа
Ле Ван Хоа (Lê Văn Khoa, нар. 10 червня 1933) — композитор і фотограф родом із В'єтнаму.

## Біографія
Народився у місті Кантхо, південний В'єтнам. В 1975 в ході війни вимушений був тікати з країни і оселився у США. Є автором близько 600 композицій, зокрема численних аранжувань в'єтнамських народних і популярних пісень для голосу і оркестру, які виконувалися В'єтнамським симфонічним оркестром США (Vietnamese American Philharmonic Orchestra). Співпрацював також з київськими колективами, зокрема його твори записували студентський хор ANIMA (керівник — Н. Кречко) та оркестр Національної радіокомпанії України (диригент — А. Кульбаба)
Крім того Ле Ван Хоа є володарем низки нагород як фотограф. У 1968 році він став одним із засновників мистецького об'єднання фотографів, яке увійшло до десятки призерів Міжнародного фотоконкурсу Аль Тані, а також здобуло золоту медаль на фестивалі Trierenberg Super Circuit Trierenberg (Австрія). Ле Ван Хоа був першим в'єтнамським фотографом, що представив свою фотовиставку в будівлі Конгресу США.